# علج حسن باشا
حسن البندقي (الإيطالية: حسن من البندقية) أو علج حسن باشا (بالتركية: Uluç Hasan Paşa)‏ (1544م-1591م)، أصله من مدينة البندقية. أسره بكلربك الجزائر (الوالي) "درغوث ريس" عام 1563م، ثم اعتنق الإسلام. بعد وفاة "درغوث ريس" خدم عند علج علي باشا الذي خلفه في ولاية الجزائر (بكلربك)، ثم تولي منصب والي الجزائر ثم والي طرابلس الغرب وأخيرًا أصبح واليًا على تونس، ثم عُين قبطان باشا في القسطنطينية ليصبح أميرا للبحرية العثمانية.

## نشأته وحياته
ولد باسم أندريا سيليست (Andrea Celeste) عام 1544م كمواطن بندقي.
بدأ مسيرته البحرية في عام 1560م على متن السفينة فابيانو (Fabiano) التابعة لجمهورية راغوزا، إلا أنه وقع في قبضة "درغوث ريس" حاكم طرابلس الغرب عام 1563م. ثم اعتنق الإسلام وواصل مسيرته البحرية تحت اسم أولوچ حسن باشا.
بعد وفاة "درغوث ريس" في حصار مالطا عام 1565م، أصبح علج حسن باشا تحت قيادة علج علي رئيس، عندما أصبح بكلربك الجزائر.
في عام 1577م، تولى منصب سنجق باي في سالونيك . وفي نفس العام تم تعيينه واليًا على الجزائر وظل في هذا المنصب حتى عام 1580م.
شغل منصب والي الجزائر مجددًا بين عامي 1582م و1585م، ثم واليًا على طرابلس الغرب بين عامي 1585م و1587م، وأخيرًا واليًا على تونس بين عامي 1587م و1588م. تولى منصب قبطان باشا (قائد الأسطول العثماني) بعد إبراهيم باشا، وشغل هذا المنصب لمدة عام عقب وفاة علج علي باشا.
خلال ولايته الأولى على الجزائر (1577م-1580م) وطرابلس الغرب (1585م-1587م)، سعى إلى انتهاج سياسة أكثر صرامة تجاه الدولة السعدية.